# Liechtensteiners
Liechtensteiners zijn een volk in Midden-Europa, voornamelijk in het vorstendom Liechtenstein, ingeklemd tussen Zwitserland en Oostenrijk. Er wonen ongeveer 23.000 Liechtensteiners in het ministaatje, zo'n 65% van de totale bevolking.

## Bekende Liechtensteiners
- Marco Büchel, alpineskiër
- Mario Frick, voetballer
- Josef Gabriel Rheinberger, componist
- Klaus Tschütscher, premier
- Tina Weirather, alpineskiester